# Roulette à découper

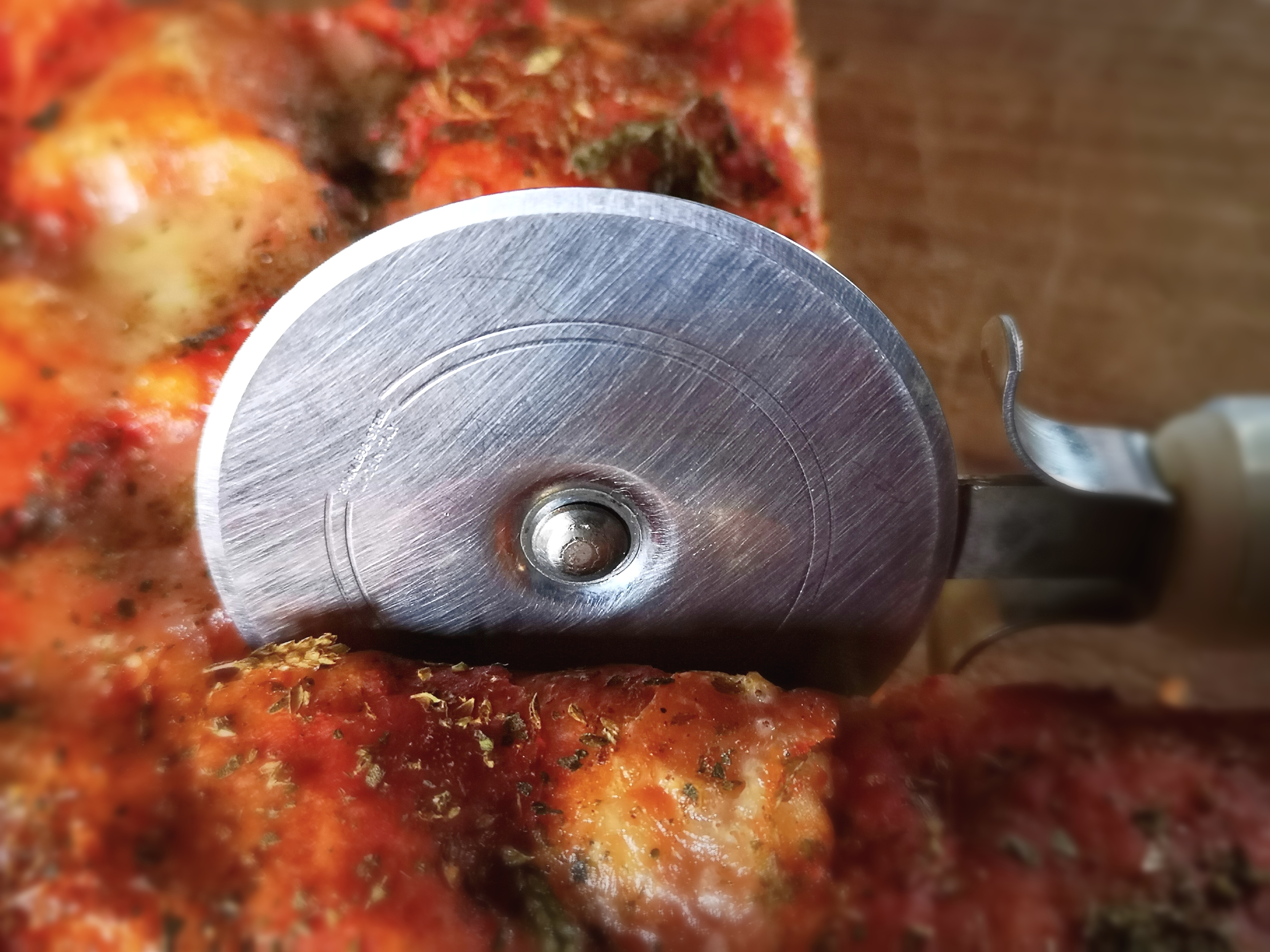
Une roulette à découper et une pizza.

Une roulette à découper, également appelée roulette à pizza, est un ustensile de cuisine servant à découper des pizzas ou des tartes fines, et qui se présente sous la forme d'un disque de métal tournant dont on fait rouler le tranchant sur la préparation en tenant l'ustensile par son manche.